# Parochthiphila ruderalicola
Parochthiphila ruderalicola är en tvåvingeart som beskrevs av Beschovski och Merz 1998. Parochthiphila ruderalicola ingår i släktet Parochthiphila och familjen markflugor. Inga underarter finns listade i Catalogue of Life.